# Robert Renato Schmidt
Robert (genannt Renato) Wilhelm Friedrich Schmidt (* 13. Juni 1892 in Elberfeld; † 27. August 1948 in Lugano) war ein deutscher Verleger und Schriftsteller.

## Leben
Schmidt, einziger Sohn von Robert Emanuel Schmidt, dem Chemiker und späteren Vorstand der I.G. Farben, immatrikulierte sich 1911 an der Universität Heidelberg. Nach einer Gedichtpublikation in der Zeitschrift Licht und Schatten wurde er Autor des von Hermann Meister geleiteten Saturn-Verlags. Als Freund und finanzieller Unterstützer von Paul Zech wirkte er maßgeblich an der expressionistischen bibliophilen Zeitschrift Das neue Pathos mit.
Am 17. Dezember 1925 meldete er in Heidelberg den Merlin-Verlag an. Leiter des neu gegründeten Unternehmens wurde Herbert Grossberger, ein Jugendfreund Hermann Meisters und ebenfalls Autor und Grafiker des Saturn-Verlags. Als erste Bücher wurden von Alfred Kubin illustrierte Werke Schmidts und Salomo Friedlaenders verlegt.
1928 erfolgte ein privater und geschäftlicher Umzug nach Baden-Baden. Einer der Hauptautoren des Verlages wurde nun Otto Rombach; als Buchgestalter wurde sein Bruder Hermann Rombach hinzugewonnen. 1932 endete die Verlagstätigkeit; zahlreiche Bücher wurden von den Nationalsozialisten seit 1933 verboten.
Seit den 30er Jahren ist eine Drogensucht von R. R. Schmidt verbürgt, die er u. a. in der Universitätsklinik Burghözli in der Schweiz, wo seine Eltern bis zu ihrem Tod 1938 lebten, zu kurieren suchte. Schmidt kehrte nicht mehr nach Deutschland zurück und verstarb 1948 in Lugano. Seine Bibliothek ließ er 1942 in Zürich versteigern, über das Schicksal seiner umfangreichen Sammlung der Werke Kubins ist nichts bekannt.
Schmidt war zweimal verheiratet; ein Sohn aus erster Ehe verstarb am 15. Februar 1950 in Baden-Baden. Sein Nachlass ist nicht auffindbar.

## Werk
- Strömungen. Meister, Heidelberg 1912 (nicht nachgewiesen, möglicherweise zurückgezogen; 1913 erschien ebd. eine 2. Auflage).
- Frauen. Meyer, Berlin 1913.
- Sozialismus und Individualität. Meister, Heidelberg 1919.
- Das Wunderbare. Meister, Heidelberg 1920.
- Episoden des Untergangs. Merlin-Verlag, Heidelberg 1926.
- Der fremde Magier. Merlin-Verlag, Heidelberg 1926.
- Gabor. Merlin-Verlag, Heidelberg 1927.
- Die Sklavenwürde der Frau. Merlin-Verlag, Baden-Baden 1929.